# Villeneuve-Saint-Denis
Villeneuve-Saint-Denis és un municipi francès, situat al departament de Sena i Marne i a la regió de Illa de França. L'any 2007 tenia 696 habitants.
Forma part del cantó d'Ozoir-la-Ferrière, del districte de Provins i de la Comunitat de comunes de Val Briard.

## Demografia

### Població
El 2007 la població de fet de Villeneuve-Saint-Denis era de 696 persones. Hi havia 228 famílies, de les quals 64 eren unipersonals (36 homes vivint sols i 28 dones vivint soles), 68 parelles sense fills i 96 parelles amb fills.
La població ha evolucionat segons el següent gràfic:
Habitants censats

### Habitatges
El 2007 hi havia 278 habitatges, 230 eren l'habitatge principal de la família, 29 eren segones residències i 19 estaven desocupats. 221 eren cases i 55 eren apartaments. Dels 230 habitatges principals, 166 estaven ocupats pels seus propietaris, 57 estaven llogats i ocupats pels llogaters i 7 estaven cedits a títol gratuït; 19 tenien una cambra, 26 en tenien dues, 23 en tenien tres, 49 en tenien quatre i 114 en tenien cinc o més. 194 habitatges disposaven pel capbaix d'una plaça de pàrquing. A 93 habitatges hi havia un automòbil i a 128 n'hi havia dos o més.

### Piràmide de població
La piràmide de població per edats i sexe el 2009 era:
| Homes | Edats   | Dones |
| ----- | ------- | ----- |
| 0     | 95 o +  | 8     |
| 4     | 90 a 94 | 8     |
| 0     | 85 a 89 | 28    |
| 0     | 80 a 84 | 16    |
| 8     | 75 a 79 | 8     |
| 12    | 70 a 74 | 8     |
| 16    | 65 a 69 | 20    |
| 8     | 60 a 64 | 8     |
| 24    | 55 a 59 | 20    |
| 12    | 50 a 54 | 20    |
| 20    | 45 a 49 | 20    |
| 32    | 40 a 44 | 32    |
| 20    | 35 a 39 | 36    |
| 32    | 30 a 34 | 20    |
| 12    | 25 a 29 | 20    |
| 12    | 20 a 24 | 24    |
| 12    | 15 a 19 | 16    |
| 28    | 10 a 14 | 36    |
| 32    | 5 a 9   | 16    |
| 8     | 0 a 4   | 16    |

## Economia
El 2007 la població en edat de treballar era de 435 persones, 333 eren actives i 102 eren inactives. De les 333 persones actives 312 estaven ocupades (161 homes i 151 dones) i 21 estaven aturades (8 homes i 13 dones). De les 102 persones inactives 40 estaven jubilades, 32 estaven estudiant i 30 estaven classificades com a «altres inactius».

### Ingressos
El 2009 a Villeneuve-Saint-Denis hi havia 233 unitats fiscals que integraven 599,5 persones, la mediana anual d'ingressos fiscals per persona era de 24.805 €.

### Activitats econòmiques
Dels 28 establiments que hi havia el 2007, 1 era d'una empresa de fabricació d'altres productes industrials, 4 d'empreses de construcció, 10 d'empreses de comerç i reparació d'automòbils, 1 d'una empresa de transport, 3 d'empreses d'hostatgeria i restauració, 1 d'una empresa immobiliària, 5 d'empreses de serveis, 2 d'entitats de l'administració pública i 1 d'una empresa classificada com a «altres activitats de serveis».
Dels 6 establiments de servei als particulars que hi havia el 2009, 1 era un paleta, 1 fusteria, 2 electricistes, 1 restaurant i 1 agència immobiliària.
L'any 2000 a Villeneuve-Saint-Denis hi havia 5 explotacions agrícoles.

## Equipaments sanitaris i escolars
L'únic equipament sanitari que hi havia el 2009 era un hospital de tractaments de mitja durada (seguiment i rehabilitació).
El 2009 hi havia una escola elemental integrada dins d'un grup escolar amb les comunes properes formant una escola dispersa.

## Poblacions més properes
El següent diagrama mostra les poblacions més properes.